# Xanthoparmelia ochropulchra
Xanthoparmelia ochropulchra är en lavart som beskrevs av Hale. Xanthoparmelia ochropulchra ingår i släktet Xanthoparmelia och familjen Parmeliaceae.   Inga underarter finns listade i Catalogue of Life.